# Landrecies
 Landrecies  es una población y comuna francesa, en la región de Norte-Paso de Calais, departamento de Norte, en el distrito de Avesnes-sur-Helpe y cantón de Landrecies.
Perteneciente a los Países Bajos Españoles, fue ocupada por Francia en varias ocasiones (1543-1544) y (1637-1647). Pasando definitivamente a poder francés el 13 de julio de 1655. 

## Demografía
| 4396 | 4720 | 4451 | 4146 | 3941 | 3858 |
| Para los censos de 1962 a 1999 la población legal corresponde a la población sin duplicidades (Fuente: INSEE [Consultar]) |      |      |      |      |      |